# Masacrul de la Chișinău
Masacrul de la Chișinău reprezintă o serie de execuții comise împotriva cetățenilor români și a transfugilor din Ucraina și Rusia de către autoritățile sovietice, considerate ostile regimului sovietic. De regulă, execuțiile se efectuau potrivit sentințelor tribunalelor militare (instanțele speciale aparținând NKVD-ului). Estimările privind numărul victimelor variază, însă conform unor surse, bilanțul ar fi atins aproximativ 450 de persoane. În memoria acestora, au fost organizate funeralii naționale la data de 7 septembrie 1941, în frunte cu Mitropolitul Bălan al Ardealului.

## Contextul istoric
La data de 26 iunie 1940, ora 22:00, Viaceslav Molotov, ministrul Afacerilor Externe al URSS (1939–1949), a înmânat ministrului plenipotențiar al României la Moscova, Gheorghe Davidescu, o notă ultimativă din partea guvernului sovietic. În acest document se solicita guvernului României „retrocedarea cu orice preț Uniunii Sovietice Basarabia” și „să transmită Uniunii Sovietice partea de nord a Bucovinei”. România a încercat disperat să obțină sprijin internațional, trimițând telegrame urgente către Germania, Italia, Turcia, Iugoslavia și Statele Unite ale Americii. Demersurile s-au dovedit însă fără rezultat, iar statul român a rămas complet izolat în fața presiunii exercitate de Uniunea Sovietică. În acest sens, în urma întrunirii Consiliului de Coroană 27 iunie 1940, guvernul român a decis să accepte condițiile ultimatumului sovietic. Statul român pierde în consecință un teritoriu de 50,5 mii km2 și o populație de circa 3.5 milioane de oameni.
După instalarea administrației sovietice în regiune, între 28 iunie și 2 august 1940 biroul politic al CC al PC(b) din întreaga Uniune Sovietică și Consiliul Comisarilor Poporului al URSS vor adopta hotărârile primare cu privire la constituirea RSSM, fără consultarea populației locale. Spre a doua jumătate a lunii iulie 1940, autoritățile sovietice vor aproba injust proiectul elaborat de președintele Prezidiului Suprem al RSS Ucrainene M. Greciuha, care stipula alipirea în componența Ucrainei a Bucovinei de Nord, ținutului Herța, județelor Hotin, Ismail, Akkerman și a 6 raioane din cadrul RASSM, fiind ignorate realitățile economice și etnico-culturale a regiunilor respective.

## Asasinatele

### Masacrul de la grădina fostului Consulat italian
În Basarabia teroarea a fost legalizată prin intermediul Hotărârii nr. 1201-471 „Cu privire la activitatea tribunalelor militare pe teritoriul Basarabiei și Nordului Bucovinei”, semnată de președintele Consiliului Comisarilor Poporului al URSS V. Molotov pe data de 9 iulie 1940.

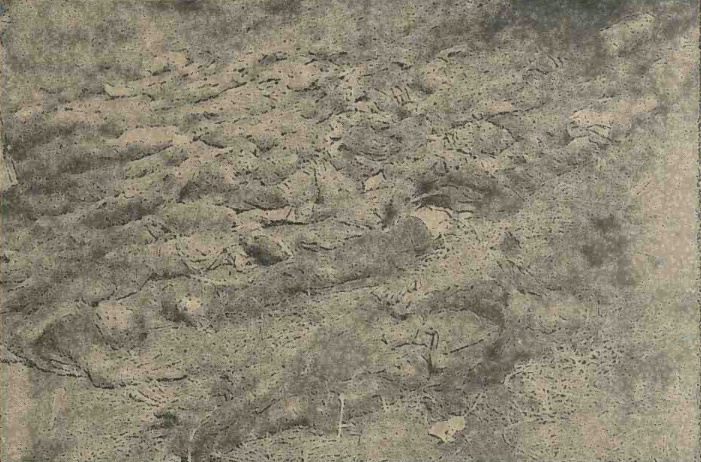
Cadavrele persoanelor executate în sediul N.K.V.D.-ului din Chișinău

Sediul central al NKVD-ului local în Basarabia a fost stabilit în orașul Chișinău și anume, în clădirea fostului Consulat italian de pe strada Viilor nr. 97, unde autoritățile române au descoperit două gropi mari și altele mai mici. Conform raportului întocmit de chestura poliției române din Chișinău, execuțiile s-au făcut într-una din pivnițele clădirii, unde după o judecată sumară, erau executați după sistemul CEK, prin împușcare pe la spate. Tot din raport aflăm despre faptul că execuțiile se făceau ciclic: primele omoruri au avut loc în octombrie 1940, pe baza unor sentințe emise de o instanță specială, compusă din: colonelul sovietic Zonov, asistat de sergenții Gacianov și Grigorenco și de asemenea, de secretarul (NKVD-istul) Grozinskov; a doua serie de asasinate s-au datat pe 23 iunie 1941, sentințele fiind executate de comisarul politic al unui regiment sovietc: Covanzi și regenții Hiluri și Carina.

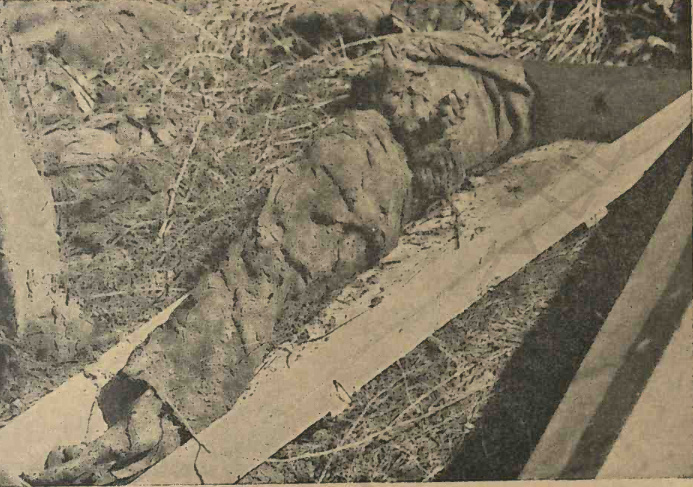
Cadavrul lui Cerneavschi, fost funcționar al statului român, executat cu mâinile și picioarele legate.

În urma lucrărilor de exhumare, au fost dezgropate 85 de cadavre, dintre care 15 au fost descoperite într-o groapă comună. Ținuta sumară a victimelor, (pijamale) indică faptul că aceștia au fost capturați și executați noaptea, în absența unei proceduri judiciare, după care trupurile le-au fost aruncate în grabă în locul de înhumare colectivă. Printre persoanele identificate se numără șase angajați ai Căilor Ferate Române, asupra cărora s-au găsit sentințele de condamnare emise de instanțele militare sovietice, printre care: Teslaru Ion, Banu Ilie, Doroftei Dionisie, Trușcă Ene Grigore, Vieru Dimitrie și Guțu Teodor, precum și alți indivizi: Filipenco David și membrii familiilor Melentievi și Șevcenko. Din rândul clerului a fost identificat preotul Gheorghe Tudorache. Printre victime figurează și frații Tanțu și Pavel Petre (fiii fostului Prefect de Lăpușna), condamnați la moarte prin împușcare de Tribunalul N.K.V.D. la data de 23 iunie, pe motiv că erau fii de ofițer din fosta armată imperialistă (albă). În urma exhumării a fost identificat după sentință și Cernevschi Vladimir, fost șef de secție de gardieni publici la chestura Chișinău. Din extrasele sentințelor privind Teslaru Ion Pavlovici, Banu Ilie Ivanovici, Trușcă Gheorghevici, Schiba Andreevici și Guțu Teodor Ivanovici reiese că aceștia au fost condamnați la pedeapsa capitală în temeiul articolului 54-6, partea I din Codul Penal al RSS Ucraineană și al articolului 27-1 din Codul Penal al URSS.

### Execuțiile din subteranele Palatului Mitropolitan
În subsolurile Palatului Mitropolitan din Chișinău, unde au funcționat în trecut Consistoriul bisericesc și o fabrică de lumânări, autoritățile sovietice au amenajat o secție de spionaj a NKVD-ului. Acolo au fost descoperite mai multe celule individuale. În clădirea respectivă erau deținute persoane considerate deosebit de suspecte sau importante, ce necesitau interogatorii minuțioase. În același spațiu au fost identificate instrumente speciale de tortură, între care se remarcă utilizarea curentului electric. Deși, în timpul retragerii, sovieticii au încercat să distrugă aceste instalații, o parte semnificativă dintre ele au rămas suficient de bine menținute pentru a putea fi reconstituite ulterior.

### Execuțiile din subsolul postului de radio
La retragerea armatei sovietice din oraș, ulterior înaintării armatei române, au fost descoperite cadavre în subsolul postului de radio din Chișinău, numărul acestora ajungând la 49.

## Numărul victimelor
Potrivit istoricului Iurie Colesnic, aproximativ 180 de persoane ar fi fost executate și îngropate în gropile comune de lângă fostul sediu al NKVD din Chișinău. Totuși, această cifră ar putea genera confuzii, întrucât este posibil să reflecte estimarea generală a persoanelor arestate în acea perioadă, care ulterior au fost ucise sau au dispărut fără urmă. În realitate, au fost descoperite 85 de cadavre în patru gropi comune, ceea ce sugerează că numărul de 180 reprezintă o estimare orientativă, nu una exactă. Alexandru Cerbu, director adjunct al Agenției Naționale a Arhivelor, susține același lucru. Scriitorul Paul Goma, menționând funeraliile naționale din 7 septembrie 1941, afirmă că erau destinate celor 450 de persoane omorâte la Chișinău de regimul sovietic.